# Misje dyplomatyczne Bahrajnu

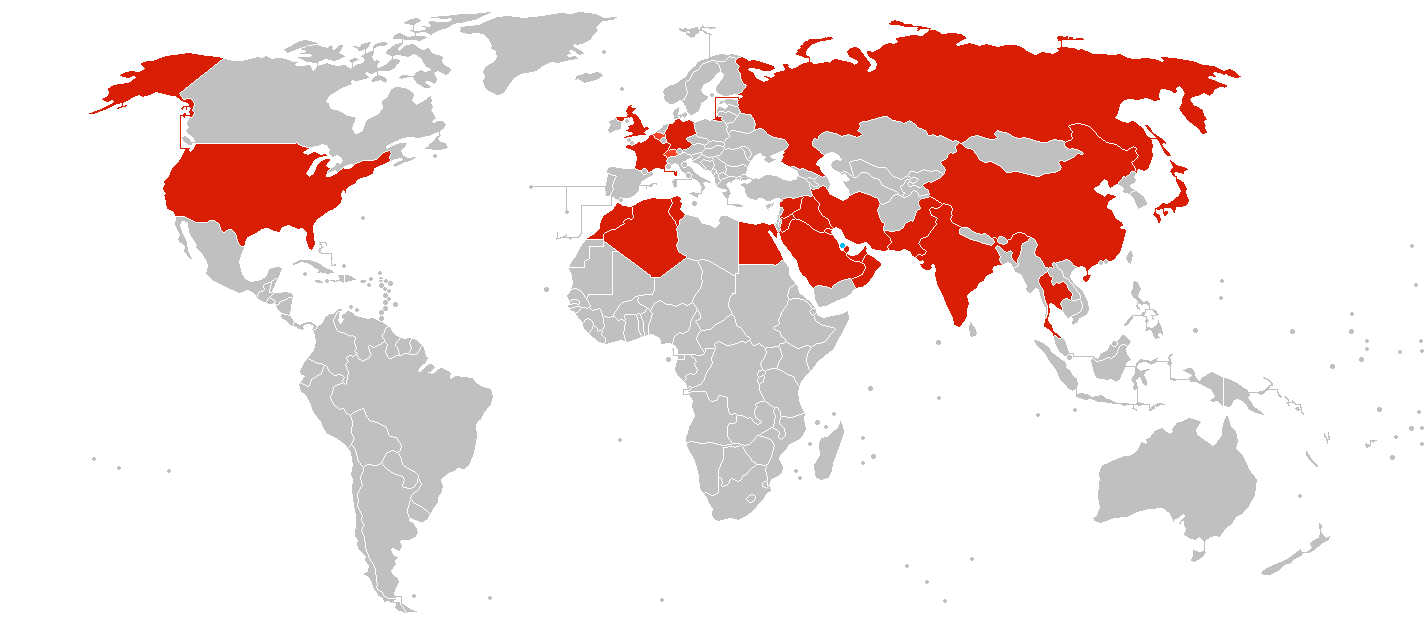
Kraje, w których Królestwo Bahrajnu ma swoje przedstawicielstwa dyplomatyczne

Misje dyplomatyczne Bahrajnu – przedstawicielstwa dyplomatyczne Królestwa Bahrajnu przy innych państwach i organizacjach międzynarodowych. Poniższa lista zawiera wykaz obecnych ambasad i konsulatów zawodowych. Nie uwzględniono konsulatów honorowych.

## Europa

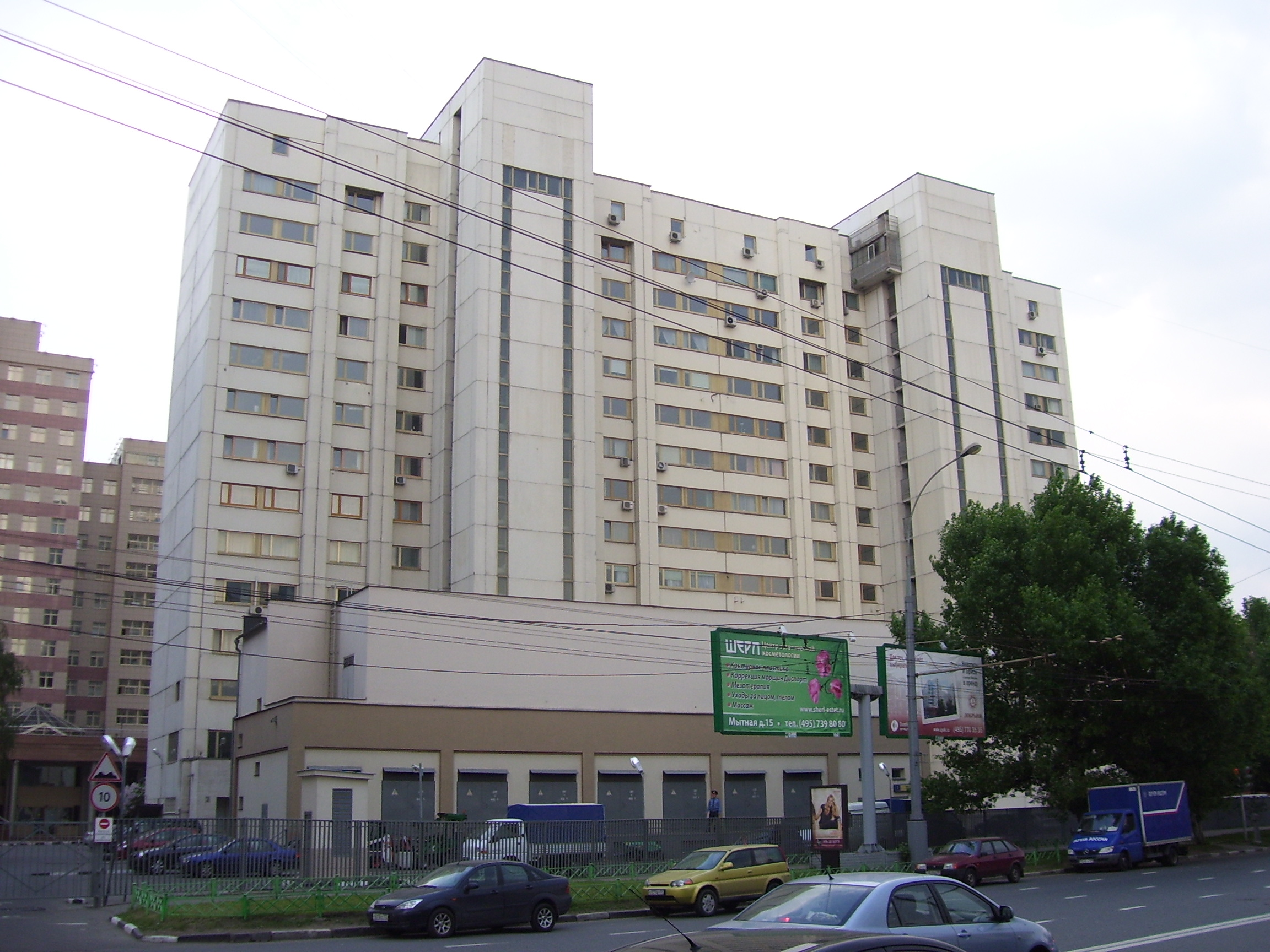
Ambasada Bahrajnu w Moskwie

- Belgia
  - Bruksela (Ambasada)
- Francja
  - Paryż (Ambasada)
- Niemcy
  - Berlin (Ambasada)
- Rosja
  - Moskwa (Ambasada)
- Wielka Brytania
  - Londyn (Ambasada)

## Ameryka Północna, Środkowa i Karaiby

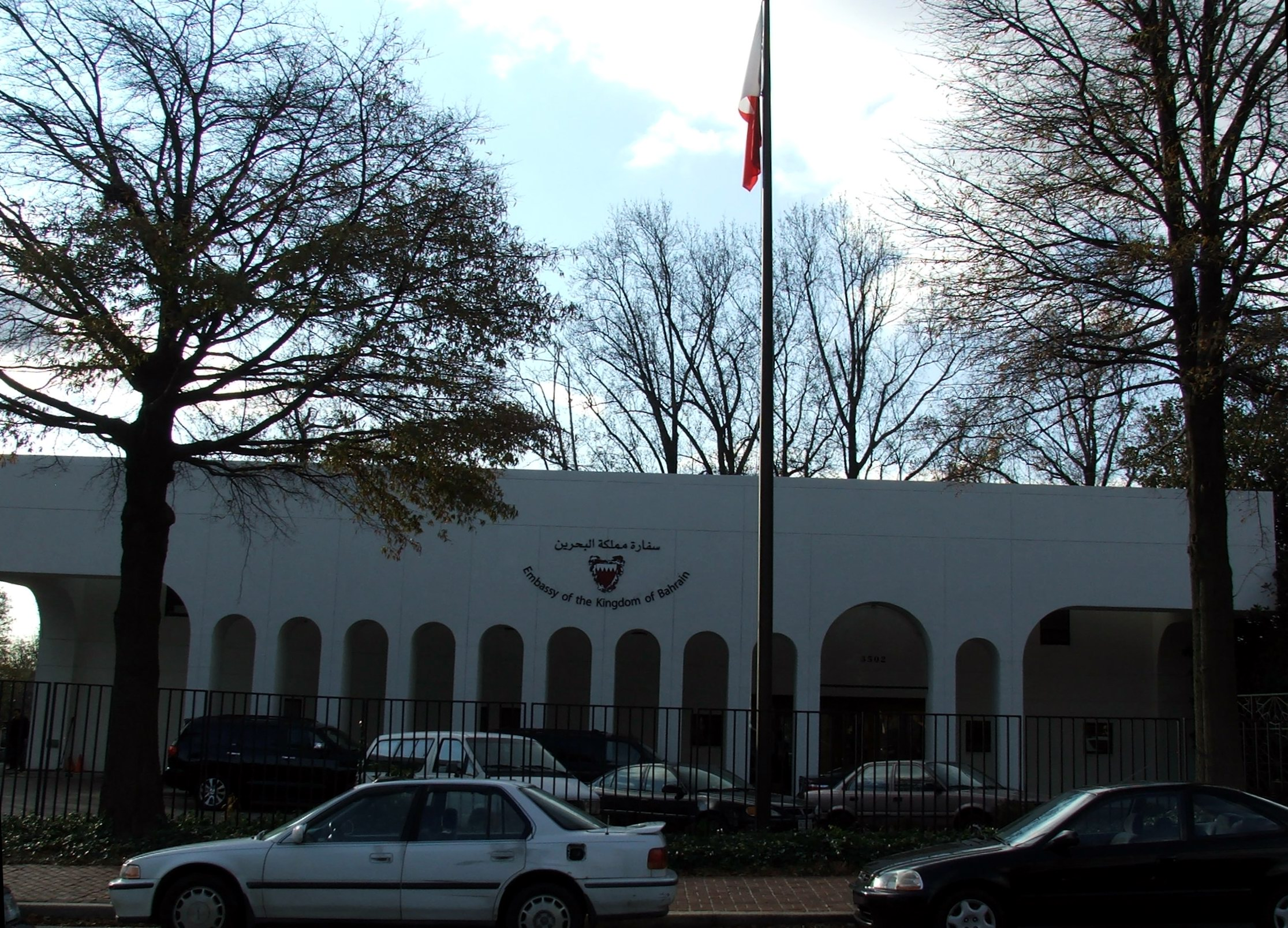
Ambasada Bahrajnu w Waszyngtonie

- Stany Zjednoczone
  - Waszyngton (Ambasada)
  - Nowy Jork (Konsulat generalny)

## Afryka
- Algieria
  - Algier (Ambasada)
- Egipt
  - Kair (Ambasada)
- Maroko
  - Rabat (Ambasada)
- Tunezja
  - Tunis (Ambasada)

## Azja
- Arabia Saudyjska
  - Rijad (Ambasada)
  - Dżudda (Konsulat generalny)
- Chiny
  - Pekin (Ambasada)
- Indie
  - Nowe Delhi (Ambasada)
- Irak
  - Bagdad (Ambasada)
- Iran
  - Teheran (Ambasada)
- Japonia
  - Tokio (Ambasada)
- Jordania
  - Amman (Ambasada)
- Katar
  - Doha (Ambasada)
- Kuwejt
  - Kuwejt (Ambasada)
- Oman
  - Maskat (Ambasada)
- Pakistan
  - Islamabad (Ambasada)
  - Karaczi (Konsulat generalny)
- Syria
  - Damaszek (Ambasada)
- Tajlandia
  - Bangkok (Ambasada)
- Zjednoczone Emiraty Arabskie
  - Abu Zabi (Ambasada)

## Organizacje międzynarodowe
- ONZ
  - Nowy Jork - Stałe Przedstawicielstwo przy Organizacji Narodów Zjednoczonych
  - Genewa - Stałe Przedstawicielstwo przy Biurze Narodów Zjednoczonych i innych organizacjach
  - Paryż - Stałe Przedstawicielstwo przy UNESCO
- Liga Państw Arabskich
  - Kair - Stałe Przedstawicielstwo przy Lidze Państw Arabskich
- Unia Europejska
  - Bruksela - Misja przy Unii Europejskiej